# Von Schmidt auf Altenstadt

Von Schmidt auf Altenstadt (ook: Van der Willige von Schmidt auf Altenstadt) is een van oorsprong Duits geslacht, afkomstig uit Altenstadt (Beieren), waarvan leden sinds 1839 tot de Nederlandse adel behoren.

## Geschiedenis
De stamreeks begint met Johann Fabricius, heer van Altenstadt en Siegritz die in 1564 een wapenbrief ontving. Zijn zoon werd in 1577 verheven in de Rijksadelstand en zijn kleinzoon nam de naam von Schmid(t) aan. Johann Heinrich von Schmidt auf Altenstadt (1754-1817) werd kapitein in Statendienst en vestigde zich in de Nederlanden waarmee hij hoofd werd van de Nederlandse tak. In 1839 en 1849 werden drie van zijn zonen ingelijfd in de Nederlandse adel.
In 1812 trouwde jhr. Johan Carel Friedrich von Schmidt auf Altenstadt (1789-1851) met Henriëtta Joanna van der Willige (1793-1860); hun oudste zoon Johan Peter (1812-1880) kreeg de naam Van der Willige von Schmidt auf Altenstadt en werd zo de stamvader van de tak met die naam.